# Campylotropis diversifolia
Campylotropis diversifolia là một loài thực vật có hoa trong họ Đậu. Loài này được (Hemsl.) Schindl. miêu tả khoa học đầu tiên.